# Leptoderris oxytropis
Leptoderris oxytropis är en ärtväxtart som beskrevs av Hermann August Theodor Harms. Leptoderris oxytropis ingår i släktet Leptoderris och familjen ärtväxter. Inga underarter finns listade i Catalogue of Life.